# Szymon Zajczyk
Szymon Zajczyk (ur. 18 listopada 1900 w Warszawie, zm. 27 maja 1944 tamże) – polski historyk sztuki i fotograf żydowskiego pochodzenia, znawca architektury i rzeźby żydowskiej. Kierował najdokładniejszym i największym projektem dokumentującym drewniane bożnice wschodniej Polski, w ramach którego sporządzono tysiące planów, rysunków i fotografii. 

## Życiorys

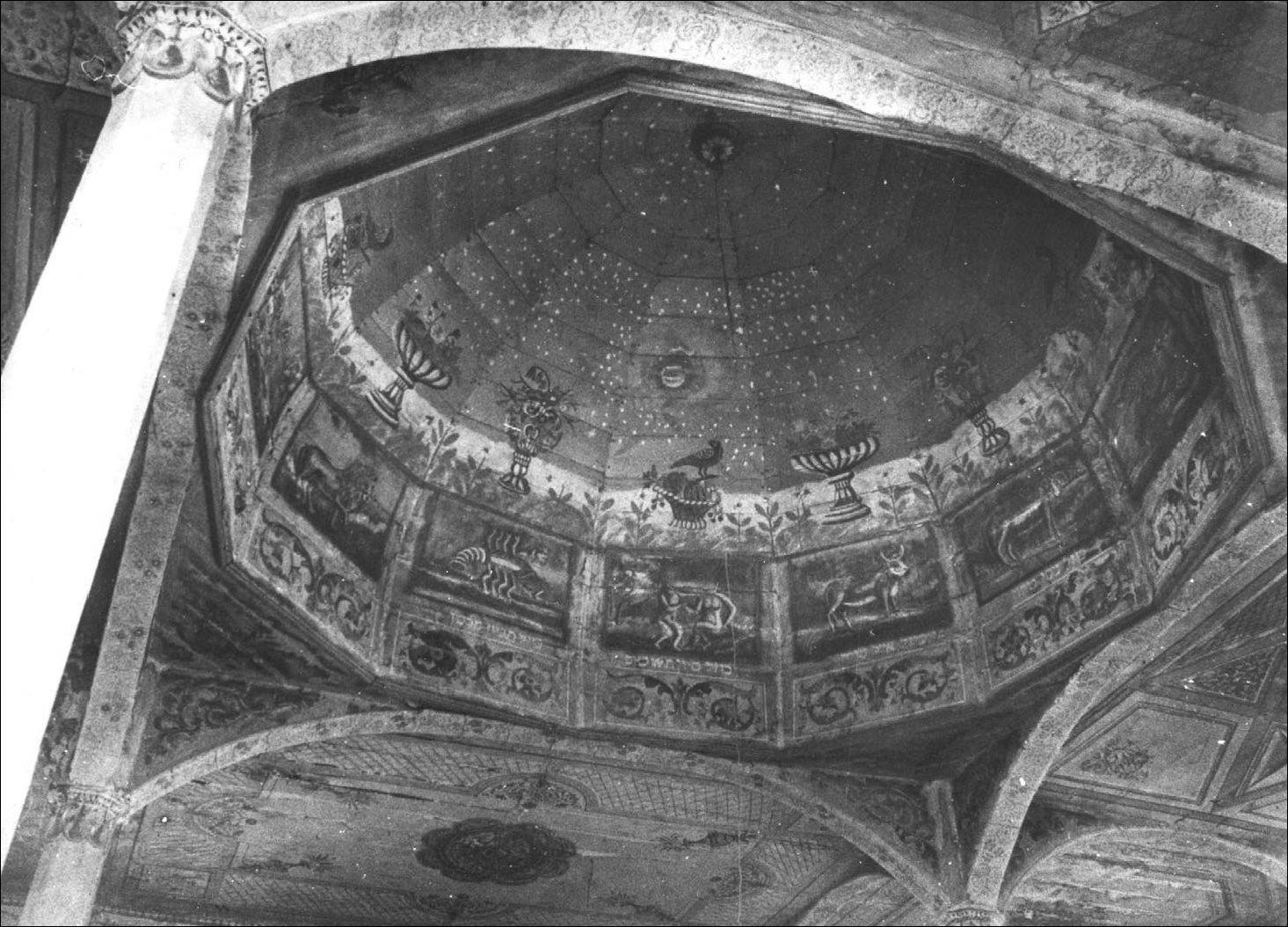
Wnętrze synagogi w Targowicy, fot. Szymon Zajczyk

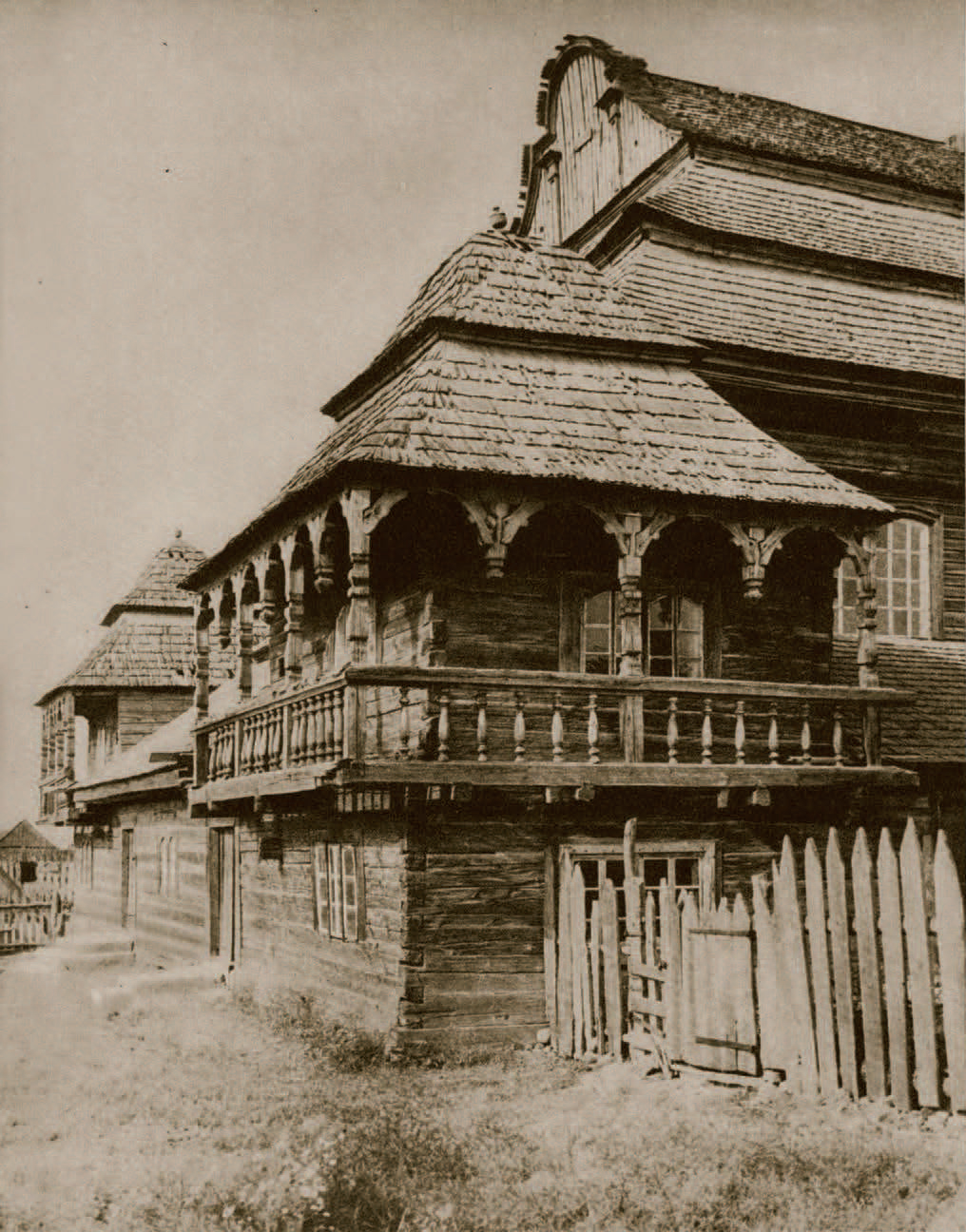
Synagoga w Wołpie, fot. Szymon Zajczyk

Urodził się 18 listopada 1900 roku w Warszawie, w rodzinie Frumy i Gerszona Zajczyków. Pochodził z zamożnej, ortodoksyjnej rodziny. Studiował na Uniwersytecie Warszawskim. Był wybitnym znawcą architektury i rzeźby żydowskiej, w opinii Stanisława Herbsta „[w]szyscy cenili w nim najlepszego znawcę architektury i rzeźby żydowskiej, doskonałego fotografika, skrupulatnego pożeracza archiwów”. Ze względu na żydowskie pochodzenie nie uzyskał stałego stanowiska naukowego. Współpracował m.in. z Uniwersytetem Krajoznawczym Żydowskiego Towarzystwa Krajoznawczego, Wydziałem Architektury Politechniki Warszawskiej oraz Biurem Inwentaryzacji Zabytków. 
Współpracując z Instytutem Architektury Polskiej Politechniki Warszawskiej, pod opieką naukową Oskara Sosnowskiego, który zajmował się inwentaryzacją architektury polskiej, wraz z pomocą studentów uczelni prowadził szeroko zakrojony projekt dokumentujący drewniane bożnice wschodniej Polski. W ramach jego działań sporządzono tysiące planów, rysunków i fotografii. Projekt stał się najdokładniejszym i największym zbiorem dokumentacji na temat drewnianych bożnic Europy Wschodniej. Zdjęcia, które współcześnie znajdują się w zbiorach Instytutu Sztuki Polskiej Akademii Nauk, do lat 20. XXI w. były uznane za jedyną, szerzej znaną tego typu dokumentację zjawiska. Po wojnie, pracę Zajczyka kontynuowali architekci Maria i Kazimierz Piechotkowie, którym jego fotografie wraz z rysunkami pomiarowymi studentów posłużyły w rekonstrukcji wyglądu zewnętrznego i wewnętrznego zniszczonych podczas wojny synagog drewnianych i murowanych regionu. Ich pierwsza książka o bożnicach ukazała się w 1957 roku; dwa lata później opublikowano jej angielskie tłumaczenie, które dla Franka Stelli stało się pierwszym kontaktem z architekturą żydowską. Dokumentacja fotograficzna Zajczyka wykorzystywana jest w badaniach do dziś. 

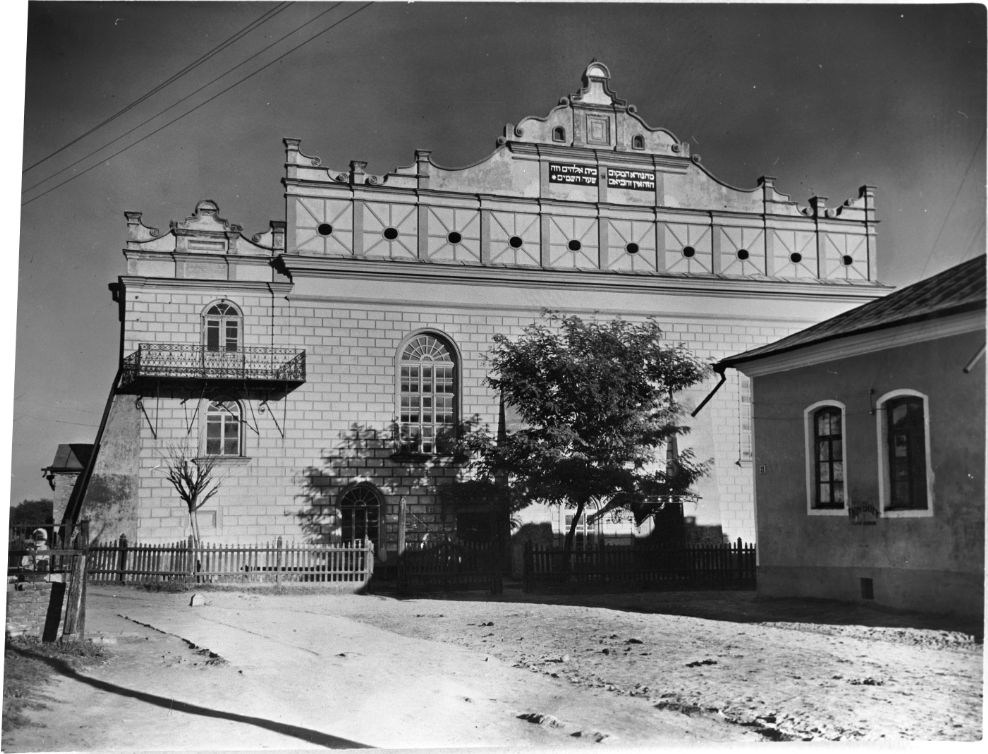
Wielka Synagoga w Ostrogu, fot. Szymon Zajczyk

Od jesieni 1940 Zajczyk wraz z żoną Natalią de domo Hochsinger i roczną córką Zofią przebywali w getcie warszawskim. Po wydostaniu się na stronę aryjską, ukrywał się u matki Stanisława Herbsta, następnie przy ul. Nowogrodzkiej. 27 maja 1944 roku wydano go władzom okupacyjnym, które następnie go zamordowały. Jego żona i córka ocalały. 
Archiwum rodzinne Zajczyka zostało przekazane do Muzeum Historii Żydów Polskich Polin przez jego córkę, Yael (Zofię) Rosner. Historia dzieciństwa córki ukrywanej w getcie stała się kanwą książki dla młodych czytelników pt. Mama zawsze wraca (2020) autorstwa Agaty Tuszyńskiej, ilustrowanej przez Iwonę Chmielewską. Adaptacja teatralna książki w reżyserii Marka Kality została wystawiona w 2022 roku w trakcie akcji Żonkile Muzeum Polin.